# 若澤·卡洛斯·帕塞賽道
若泽·卡洛斯·帕塞赛道（葡萄牙語：Autódromo José Carlos Pace），舊稱為英特拉格斯赛道，是位于巴西圣保罗市郊的赛车场，以於1977年空難逝世的巴西一级方程式赛车車手若泽·卡洛斯·帕塞的名字命名。這條賽道因作為一級方程式賽車巴西大奖赛（2021年以后为圣保罗大奖赛）的舉辦地而聞名。

## 历史

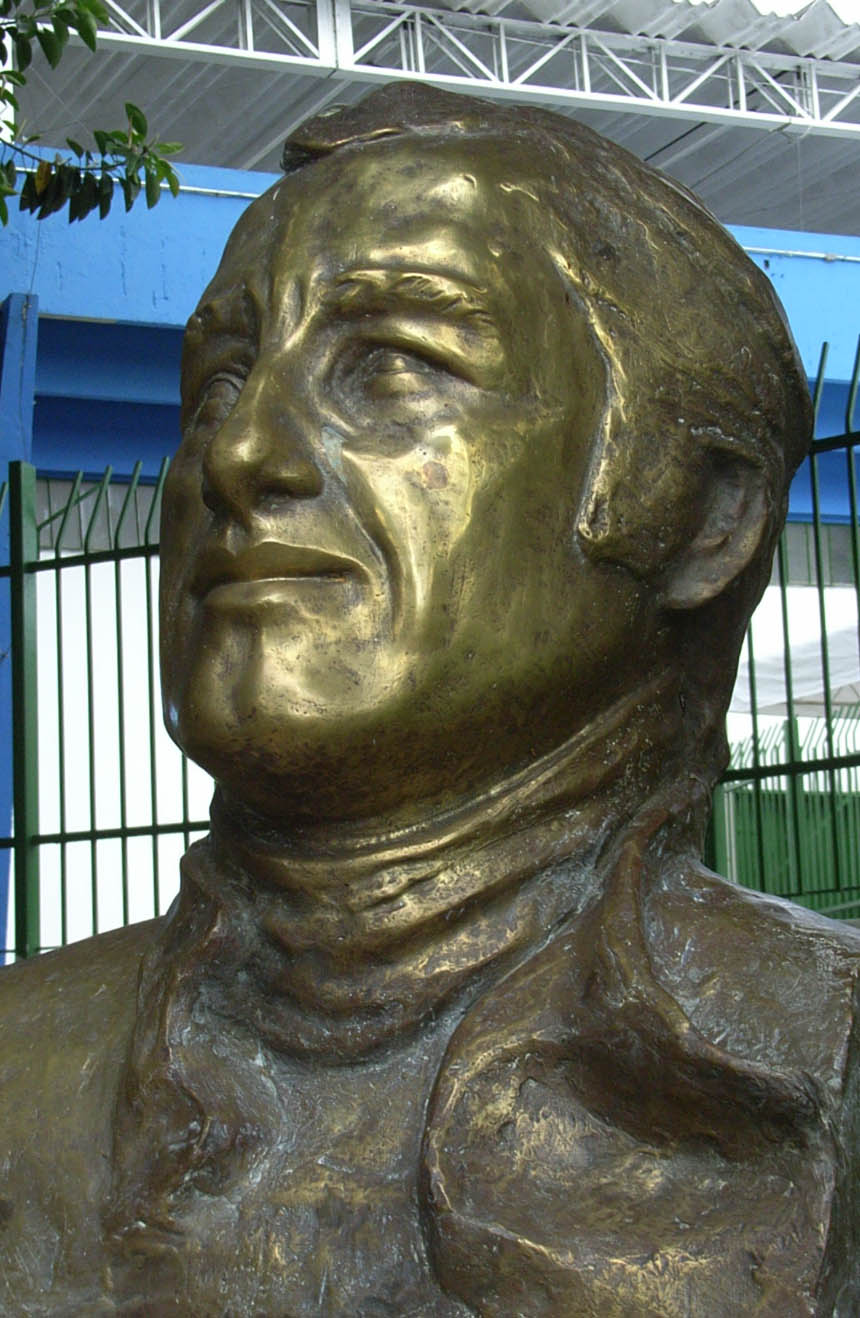
赛道入口若泽·卡洛斯·帕塞的雕像

赛道的历史可追溯到20世纪初。1926年，英国企业家路易斯·罗梅罗·桑森（Louis Romero Sanson）曾计划在此建设一座社区，因其位于两座水库中间而被命名为“英特拉格斯”（葡萄牙語：Interlagos）；但随后的大萧条导致计划取消，与此同时巴西的赛车运动却在蓬勃发展。桑森随后广泛研究了当时世界上最好的赛道，例如印第安纳波利斯赛车场，并咨询了专业工程师和技术人员。
赛道于1938年开工，1940年5月12日开幕并举办了第一场比赛，约1.5万人观赛。车手纳什西门托·儒尼奥尔（Nascimento Junior）驾驶一辆阿尔法·罗密欧赛车获得冠军。1947年，赛道首次举办了国际比赛。桑森的公司一直管理赛道到1954年，随后他以象征性的价格将赛道出售给了圣保罗市。1967年底，该赛道关闭翻新，并于1970年3月1日重新开放。1971年，再次翻新为满足一级方程式赛车要求的赛道。
1972年，在英特拉格斯赛道举办了第一场一级方程式大奖赛，但这是一场不计积分的非锦标赛，冠军由阿根廷车手卡洛斯·罗伊特曼获得；次年起的巴西大奖赛正式列入一级方程式锦标赛。此后的巴西大奖赛多在英特拉格斯赛道举办，但1978年和1981-1989年在雅卡雷帕瓜赛道举办。1985年，赛道改名为若泽·卡洛斯·帕塞赛道，以纪念於1977年空難逝世的巴西一级方程式車手若泽·卡洛斯·帕塞。1990年，重新修缮的赛道再次投入使用，并举办了当年的巴西大奖赛。
这条赛道也曾多次见证世界冠军争夺战戏剧性的变化，如2007年、2008年和2012年。
2014年巴西大奖赛结束后，赛道投资8000万美元，修缮维修区入口和主体建筑，重铺沥青。由于经营亏损，赛道曾多次面临遭私有化、甚至拆除的风险，此外场外治安条件也不容乐观。

## 赛道布局
1990年赛道曾大幅修改，7.874公里（4.893英里）缩短到4.325公里（2.687英里）。

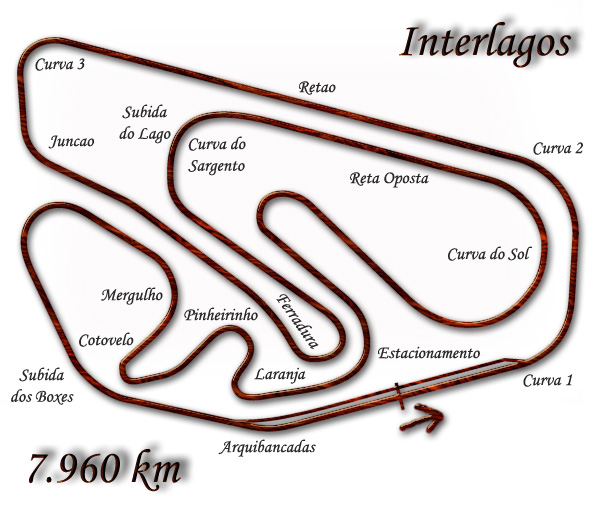
1973年的布局
1977年的布局
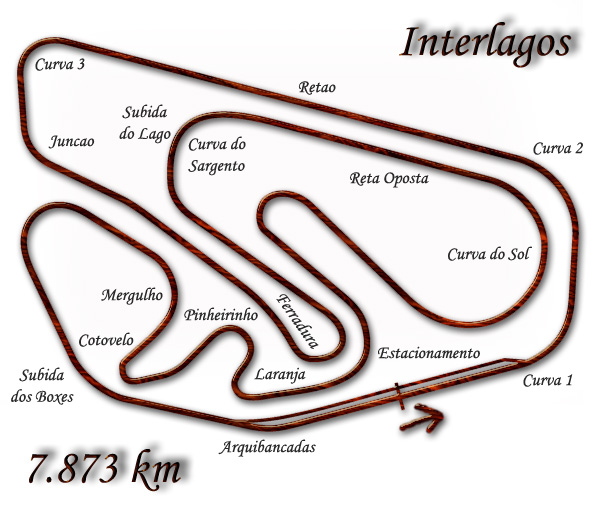
1979年的布局
1990年大幅修改后的布局
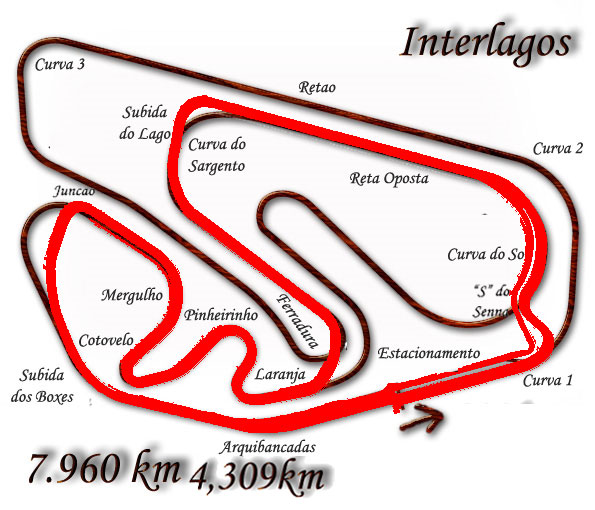
今日与原始布局的对比
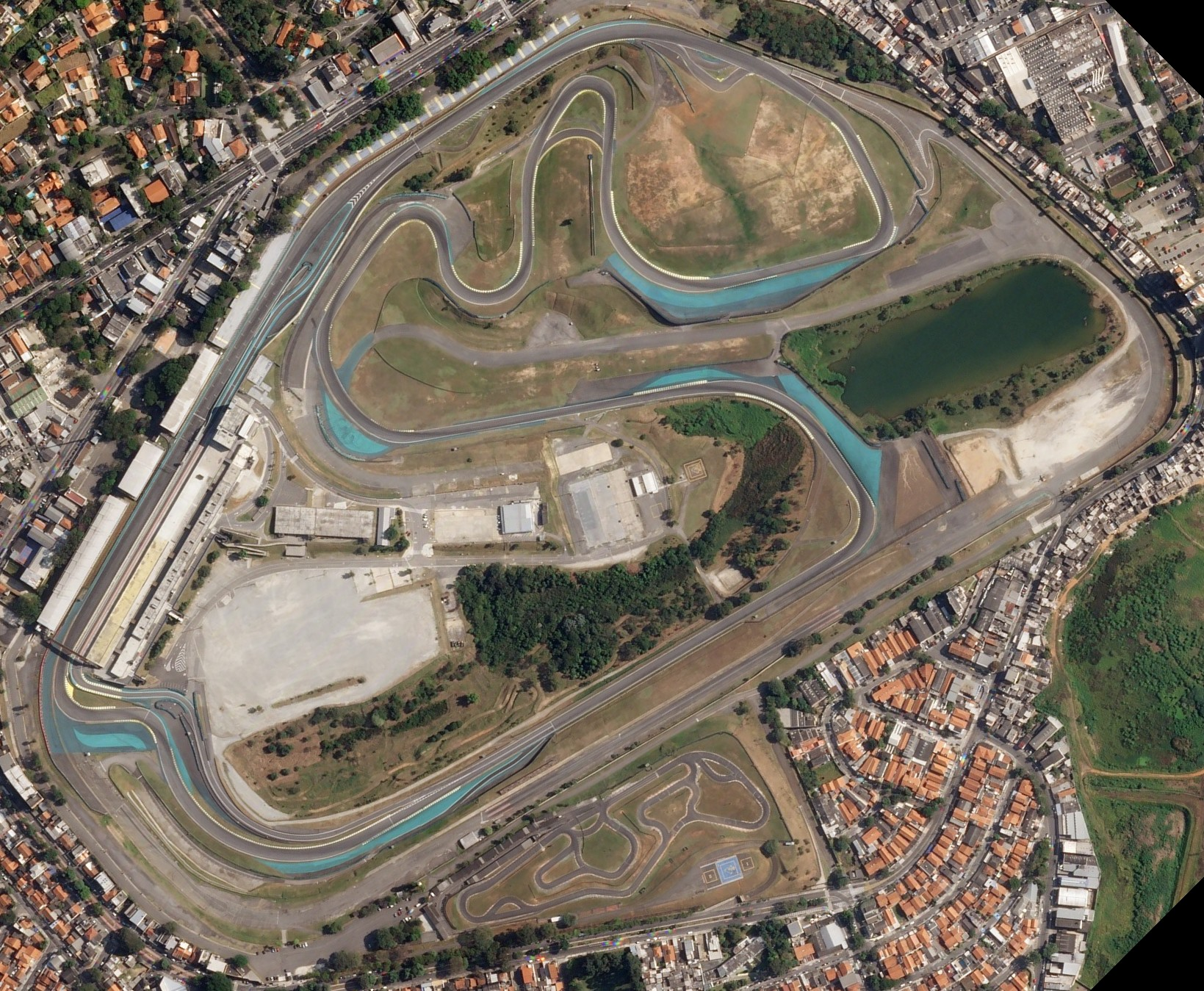
赛道卫星图

## 赛道纪录
只计入正赛成绩。此外刘易斯·汉密尔顿曾在2018年巴西大奖赛第三节排位赛做出1分07秒281的成绩。
| 赛事级别                                         | 时间                                       | 车手                                       | 赛车                                       | 赛事                                         |
| 大奖赛布局：4.309公里（第5版，1999年至今）       | 大奖赛布局：4.309公里（第5版，1999年至今） | 大奖赛布局：4.309公里（第5版，1999年至今） | 大奖赛布局：4.309公里（第5版，1999年至今） | 大奖赛布局：4.309公里（第5版，1999年至今）   |
| ------------------------------------------------ | ------------------------------------------ | ------------------------------------------ | ------------------------------------------ | -------------------------------------------- |
| 一级方程式赛车                                   | 1:10.540                                   | 瓦尔特里·博塔斯                            | 梅赛德斯AMG F1 W09 EQ Power+               | 2018年巴西大奖赛                             |
| LMP1                                             | 1:18.367                                   | 安德烈·洛特尔                              | 奥迪R18 e-tron quattro                     | 2014年圣保罗6小时耐力赛                      |
| LMP2                                             | 1:24.916                                   | 奥利维耶·普拉                              | 利吉尔JSP2                                 | 2014年圣保罗6小时耐力赛                      |
| F3000                                            | 1:27.323                                   | 塞巴斯蒂安·布尔代                          | 罗拉B02/50                                 | 2002年国际F3000锦标赛巴西站                  |
| 三级方程式赛车                                   | 1:28.282                                   | 吉列尔梅·萨马亚                            | 达拉拉F309                                 | 2016年巴西F3                                 |
| 日产方程式                                       | 1:28.656                                   | 巴斯·莱恩德斯                              | 达拉拉SN01                                 | 2002年日产世界系列赛英特拉格斯站             |
| GT1                                              | 1:30.074                                   | 奥利弗·加文                                | 雪佛兰科尔维特C6.R                         | 2007年巴西1000英里耐力赛                     |
| LM GTE                                           | 1:30.101                                   | 帕特里克·皮莱特                            | 保时捷911 RSR                              | 2014年圣保罗6小时耐力赛                      |
| GT3                                              | 1:32.303                                   | 维克托·弗兰佐尼                            | 兰博基尼HuracánGT3                         | 2018年英特拉格斯500公里耐力赛                |
| 原型跑车                                         | 1:34.489                                   | 小阿尔多·皮耶达德                          | Sigma P1 G4                                | 2022年巴西1000英里耐力赛                     |
| 保时捷卡雷拉                                     | 1:35.854                                   | 吉列尔梅·萨拉斯                            | 保时捷911 GT3                              | 2021年巴西保时捷杯耐力赛第一回合             |
| 巴西改装赛车                                     | 1:36.058                                   | 里卡多·毛里西奥                            | 雪佛兰克鲁兹                               | 2019年巴西改装赛车锦标赛                     |
| 雷诺方程式2.0升                                  | 1:36.105                                   | 阿尔贝托·瓦莱里奥                          | 塔图斯 FR2000                              | 2004年雷诺方程式2.0巴西站                    |
| 四级方程式赛车                                   | 1:36.774                                   | 佩德罗·克莱罗特                            | 塔图斯 F4-T-421                            | 2022巴西四级方程式锦标赛英特拉格斯站第一回合 |
| GT4                                              | 1:40.417                                   | 雷纳托·布拉加                              | 梅赛德斯-AMG GT4                           | 2020年巴西1000英里耐力赛                     |
| TCR房车                                          | 1:42.304                                   | 佩佩·奥利奥拉                              | 本田思域Type R TCR                         | 2021年南美房车锦标赛英特拉格斯站             |
| N-GT                                             | 1:42.569                                   | 马克斯·威尔逊                              | 保时捷911 GT3 RS                           | 2001年巴西1000英里耐力赛                     |
| 法拉利挑战赛                                     | 1:42.598                                   | 阿兰·黑尔梅斯特                            | 法拉利F430挑战者                           | 2010年巴西GT英特拉格斯站第二回合             |
| 玛莎拉蒂Trofeo                                   | 1:43.885                                   | 法比奥·格雷科                              | 玛莎拉蒂Trofeo Light                       | 2011年巴西GT英特拉格斯站第三回合             |
| Super Touring                                    | 1:45.131                                   | 卡卡·布埃诺                                | 标致406                                    | 1999年南美超级房车锦标赛英特拉格斯站         |
| TC2000                                           | 1:46.030                                   | 马塞洛·布廖蒂                              | 雪佛兰Astra                                | 2007年TC2000英特拉格斯站                     |
| 雷诺方程式1.6升                                  | 1:48.924                                   | 胡安·维埃拉                                | Signatech FR 1.6                           | 2019年学院方程式英特拉格斯站                 |
| 卡车                                             | 2:04.584                                   | 保罗·萨卢斯蒂亚诺                          | 大众                                       | 2020年巴西卡车杯英特拉格斯站                 |
| 带减速弯的改装赛车布局：4.314公里（2011–2017年） |                                            |                                            |                                            |                                              |
| 巴西改装赛车                                     | 1:40.066                                   | 茹利奥·坎波斯                              | 雪佛兰克鲁兹                               | 2016年巴西改装赛车英特拉格斯站               |
| 大奖赛布局：4.292公里（第4版，1996–1998年）      |                                            |                                            |                                            |                                              |
| 一级方程式赛车                                   | 1:18.397                                   | 雅克·维伦纽夫                              | 威廉姆斯FW19                               | 1997年巴西大奖赛                             |
| 三级方程式                                       | 1:34.320                                   | 海梅·梅洛                                  | 达拉拉F394                                 | 1998年巴西F3英特拉格斯站                     |
| 房车1组                                          | 1:35.014                                   | 亚历山德罗·南尼尼                          | 阿尔法·罗密欧155 V6 TI                     | 1996年国际房车锦标赛英特拉格斯站             |
| GT2                                              | 1:42.329                                   | 安东尼奥·赫尔曼                            | Porsche 911 (993) GT2                      | 1997年英特拉格斯500公里耐力赛                |
| Super Touring                                    | 1:48.062                                   | 诺诺·菲格雷多                              | 雪佛兰威达                                 | 1998年南美超级跑车锦标赛英特拉格斯站         |
| 大奖赛布局：4.325公里 （第3版，1990–1995年）     |                                            |                                            |                                            |                                              |
| 一级方程式赛车                                   | 1:18.455                                   | 迈克尔·舒马赫                              | 贝纳通车队B194                             | 1994年巴西大奖赛                             |
| 三级方程式赛车                                   | 1:36.990                                   | 费尔南多·克罗塞里                          | 拉尔特 RT33                                | 1993年三级方程式选拔赛英特拉格斯站           |
| B组赛车                                          | 1:43.440                                   | 克里斯蒂安·菲蒂帕尔迪                      | 保时捷911卡雷拉RSR 3.8                     | 1994年巴西1000英里耐力赛                     |
| 摩托车赛道：4.352公里（1992）                    |                                            |                                            |                                            |                                              |
| 摩托GP500cc                                      | 1:42.872                                   | 韦恩·雷内                                  | 雅马哈 YZR500                              | 1992年巴西摩托车大奖赛                       |
| 摩托GP250cc                                      | 1:44.478                                   | 洛里斯·雷贾尼                              | 阿普利亚 RSV250                            | 1992年巴西摩托车大奖赛                       |
| 摩托GP125cc                                      | 1:50.262                                   | 德克·劳迪斯                                | 本田 RS125R                                | 1992年巴西摩托车大奖赛                       |
| 大奖赛布局：7.873公里（第2版，1980–1989年）      |                                            |                                            |                                            |                                              |
| 一级方程式赛车                                   | 2:27.311                                   | 勒内·阿尔努                                | 雷诺RE20                                   | 1980年巴西大奖赛                             |
| 大奖赛布局：7.960公里（原始版本，1940–1979年）   |                                            |                                            |                                            |                                              |
| 一级方程式赛车                                   | 2:28.760                                   | 雅克·拉菲特                                | 利吉尔JS11                                 | 1979年巴西大奖赛                             |
| 二级方程式赛车                                   | 2:37.900                                   | 若泽·卡洛斯·帕塞                           | 苏尔特斯TS15                               | 1972年Torneio F2英特拉格斯站第三回合         |
| 5组赛车                                          | 2:43.070                                   | 威尔逊·菲蒂帕尔迪                          | 保时捷908                                  | 1972年Copa Brasil英特拉格斯站                |
| 6组赛车                                          | 2:50.800                                   | 路易斯·佩雷拉·布埃诺                       | 保时捷908                                  | 1972年Sud-Am Tournoi de Sao-Paulo            |
| 三级方程式赛车                                   | 3:01.800                                   | 若泽·卡洛斯·帕塞                           | 路特斯59                                   | 1971年Torneio F3英特拉格斯站第二回合         |
| 自由方程式                                       | 3:46.600                                   | 希克·兰迪                                  | 法拉利125C                                 | 1952年英特拉格斯大奖赛                       |

## 外部連結
- 官方网站
- 一級方程式賽車官方網站上的資料 （页面存档备份，存于）
- 巴西大獎賽官方網站
- Info from BBC's circuit guide （页面存档备份，存于）
- Autodromo Jose Carlos Pace History and Statistics
- Autódromo José Carlos Pace on Google Maps (Current Formula 1 Tracks)[永久]
- OpenStreetMap上有關若澤·卡洛斯·帕塞賽道的地理